# De Wachttoren
De Wachttoren: Aankondiger van Jehovah's koninkrijk (kort: De Wachttoren) is de belangrijkste publicatie van Jehova's getuigen. Voor 1 januari 2008 werd het tijdschrift semi-maandelijks uitgegeven, daarna maandelijks in twee versies: een voor het publiek en een voor intern gebruik door Jehova's getuigen, waarin ook de artikelen staan die op de daaraan gewijde wekelijkse Wachttorenstudie worden besproken. Vanaf 2016 wordt de publieksversie tweemaandelijks uitgegeven.
De Wachttoren wordt anoniem geschreven (meestal in het Engels) en uitgegeven door het Wachttoren-, Bijbel- en Traktaatgenootschap. Het tijdschrift heeft een oplage van ruim 93,3 miljoen exemplaren in 414 talen in een papieren versie, op dvd met gebarentaal uitbeelding en als MP3 of PDF te downloaden. Het tijdschrift wordt door Jehova's getuigen gebruikt als evangelisatiemateriaal en uitgedeeld aan voorbijgangers op straat of tijdens gesprekjes aan de deur.

## Doel
Het voorwoord van dit tijdschrift zegt het volgende:

Het doel van de Wachttoren is Jehovah God als Soevereine Heer van het universum te verhogen. Het tijdschrift ... spoort aan tot geloof in Gods thans regerende Koning, Jezus Christus, wiens vergoten bloed voor de mensheid de weg opent tot eeuwig leven. De Wachttoren, sinds 1879 door Jehovah's getuigen uitgegeven, heeft geen politieke inslag. Het tijdschrift houdt zich aan de bijbel als autoriteit.

Het tijdschrift wordt door Jehova's getuigen gebruikt als evangelisatiemateriaal en uitgedeeld aan voorbijgangers op straat of tijdens gesprekjes aan de deur. Het tijdschrift wordt meestal kosteloos aangeboden, doch soms na een 'vrijblijvende, vrijwillige' bijdrage overhandigd aan de deur. Het drukken ervan wordt gefinancierd door vrijwillige bijdragen. In het verleden werden De Wachttoren en het zustertijdschrift Ontwaakt! voor een kleine bijdrage verkocht, waarvan de hoogte van land tot land kon verschillen. Op 17 januari 1990 echter oordeelde het Hooggerechtshof van de Verenigde Staten (Supreme Court of the United States) dat ook belasting geheven moest worden op de verkoop van religieuze lectuur. Dit betekende dat ook het Wachttorengenootschap belasting zou moeten gaan betalen over de inkomsten die hun lectuur opleverde. Vanaf 1 maart 1990 werden de tijdschriften daarom kosteloos, op basis van vrijwillige bijdragen beschikbaar gesteld in de Verenigde Staten.

## Inhoud
De uitgave van de eerste dag van de maand is de publieksversie met algemene onderwerpen. Naast wisselende thema's bevat de publieksversie enkele vaste rubrieken:
- Wist u dat? (achtergrondinformatie over de geselecteerde Bijbelse passages)
- Nader dicht tot God (bedoeld om de relatie met God te bevorderen)
- Vragen van lezers
- Goede raad voor het gezin (familieproblemen met behulp van de Bijbel oplossen)
- Voor gesprekken met kinderen (kindvriendelijke artikelen over Bijbelse taal)
- Voor onze jonge lezers
- Hun geloof navolgen (mensen uit de Bijbel worden gepresenteerd als rolmodellen)
- "Een brief van ... " (verhalen van Jehova's getuigen uit de hele wereld)
- Wat we leren van Jezus? (basisovertuigingen kort beschreven)

De uitgave van de vijftiende van de maand is een interne editie; deze versie wordt niet buiten de leden van de geloofsgemeenschap verspreid en wordt "studie-uitgave" genoemd. Wekelijks wordt op de Wachttorenstudie (de belangrijkste reguliere bijeenkomst van Jehova's getuigen) een hoofdartikel met vooral leerstellige thema's voorgelezen, waarna de toehoorders per paragraaf de voorgedrukte vragen aan de hand van de tekst in het artikel mogen beantwoorden.

## Auteurschap
Het Schrijverscomité van het Besturend Lichaam van Jehova's getuigen voert het opzicht uit op de voorbereidingen en het schrijven en vertalen van de artikelen. De meeste artikelen worden aangeleverd vanaf de bijkantoren wereldwijd, waarna deze door redacteuren worden gecontroleerd en vervolgens vertaald in de talen waarin De Wachttoren verschijnt; dit wordt volledig door vrijwilligers gedaan. Vrouwen mogen ook artikelen schrijven, maar deze mogen niet leerstellig van aard zijn. Behalve in het geval van autobiografische artikelen worden alle artikelen anoniem gepubliceerd. Ook de namen van de redactieleden worden niet vermeld. De artikelen worden op autoriteit van en onder supervisie van het Besturend Lichaam gepubliceerd en worden beschouwd als de officiële leer van Jehova's getuigen.

## Geschiedenis
De publicatie werd op juli 1879 gestart door Charles Taze Russell met de titel Zion's Watch Tower and Herald of Christ's Presence. De eerste uitgave noemde als prospectus:

Dit is het eerste nummer van de eerste jaargang van "ZION’S WATCH TOWER" en het zal niet misplaatst zijn het doel van de publicatie te vermelden. Dat wij "in de laatste dagen", "de Dag des Heren" leven - "het einde" van het tijdperk van het Evangelie en, daarmee, in de dageraad van een "nieuw" tijdperk, zijn feiten die niet alleen worden onderscheiden door de nauwkeurige student van het Woord, door de geest geleid, maar de uitwendige tekenen die voor de wereld herkenbaar zijn geven hetzelfde getuigenis en wij verlangen ernaar dat het "huisgezin van geloof" zich volledig bewust zijn van het feit dat—
Wij leven, wij verblijven
In een groots en ontzagwekkend tijdperk;
In een tijdperk van tijdperken om te vertellen
Dat te leven subliem is.

In 1909 werd de naam gewijzigd in The Watch Tower and Herald of Christ's Presence. In 1920 herdrukte het Wachttorengenootschap alle uitgaven van 1879–1919 in zeven delen. Deze set staat tegenwoordig bekend als Watchtower Reprints; de set is door de jaren heen herdrukt door bewegingen die uit de Bijbelonderzoekers ontstonden, maar niet door Jehova's getuigen. Weer enkele jaren later, in oktober 1939, werd het tijdschrift hernoemd naar The Watchtower and Herald of Christ's Presence en vanaf maart 1940 naar de naam die het tijdschrift nog altijd draagt: The Watchtower Announcing Jehovah's Kingdom ofwel De Wachttoren: Aankondiger van Jehovah's koninkrijk.

### Nederlandse versie

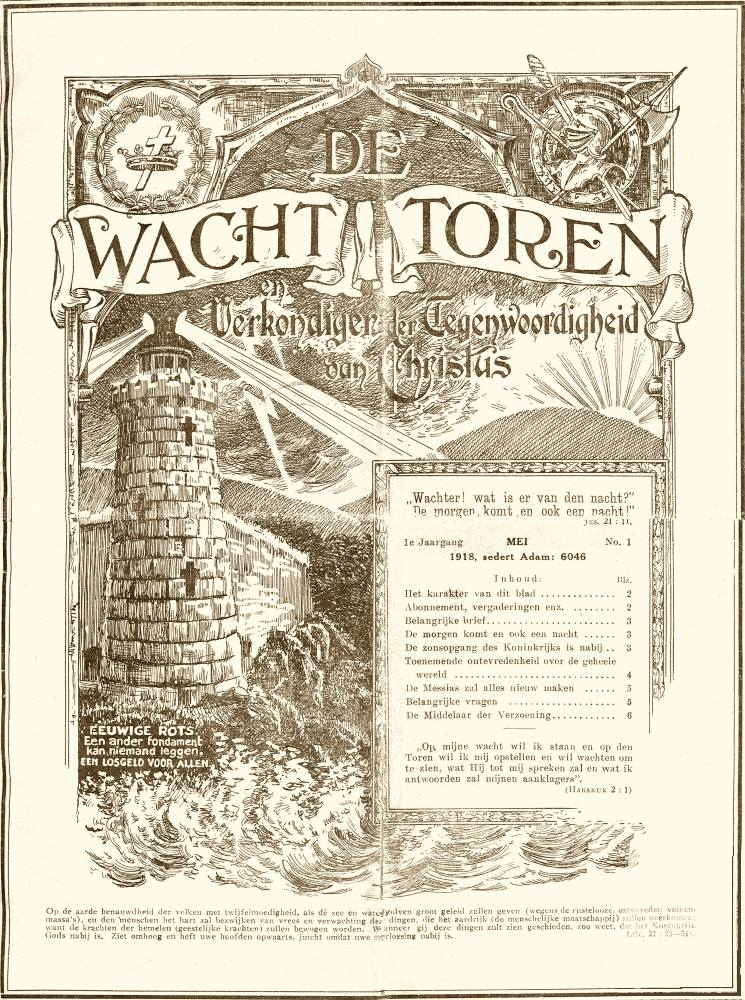
De Wachttoren, 1918

In 1918 werden drie Nederlandstalige proefexemplaren uitgegeven, maar er was geen animo voor verdere uitgaven. Vanaf 1926 werd De Wachttoren regulier uitgegeven in het Nederlands onder de naam De Wachttoren en Verkondiger der Tegenwoordigheid van Christus. In 1939 werd deze naam veranderd in De Wachttoren en Aankondiger van Jehova’s Koninkrijk. Sinds 1983 draagt het tijdschrift de huidige titel De Wachttoren: Aankondiger van Jehovah's koninkrijk. Sinds de uitgave van 1 oktober 1989 verschijnt het tijdschrift in full-color. Van 2001 tot en met juni 2009 wordt het tijdschrift op cassetteband verspreid, vanaf 2006 als audio-cd en vervolgens als mp3-data-cd uitgegeven. Vanaf januari 2009 wordt het ook als download aangeboden.